# Gianni Morandi
Gianni Morandi (Monghidoro, Emilia-Romagna, 11 de dezembro de 1944), nascido Gian Luigi Morandi é um cantor de música pop italiano. Tornou-se uma das mais conhecidas personalidades do show-business italiano das últimas quatro décadas.
Morandi fez a sua estreia em 1962 e rapidamente tornou-se famoso, tendo ganhado diversos festivais musicais em Itália, incluindo o Festival Canzonissima em 1969. Em 1970, representou a Itália no Festival Eurovisão da Canção 1970, interpretando o tema Occhi Di Ragazza (Olhos de rapariga). A sua carreira entrou em declínio em meados dos anos 70 mas voltou em força nos anos 80. Gianni Morandi venceu o Festival de São Remo em 1987, classificou-se em segundo em 1995 e terceiro em 2000.
Estima-se que Morandi tenha vendido mais de 30 milhões de LPs e CDs. Ele escreveu vários livros autobiográficos e surgiu em dezoito filmes. Na televisão, surgiu em 1984 na série televisiva Voglia di volare.

## Discografia

### Álbuns
- 1963: Gianni Morandi (RCA Italiana, PML 10351)
- 1964: Ritratto di Gianni (RCA Italiana, PML 10372)
- 1966: Gianni 3 (RCA Italiana, APML 10412)
- 1967: Per amore, per magia (RCA Italiana)
- 1967: Gianni 4 (RCA Italiana, APML 10428)
- 1968: Gianni 5 (RCA Italiana, PSL 10432)
- 1969: Gianni 6 (RCA Italiana, PSL 10452)
- 1970: Gianni 7 (RCA Italiana)
- 1971: Un mondo di donne (RCA Italiana)
- 1972: Il mondo cambierà (RCA Italiana)
- 1973: Jacopone (RCA Italiana)
- 1975: Il mondo di frutta candita (RCA Italiana)
- 1976: Per poter vivere (RCA Italiana)
- 1977: Old Parade (RCA Italiana)
- 1978: Gianni Morandi (RCA Italiana)
- 1979: Abbracciamoci (RCA Italiana)
- Cantare (1980)
- Morandi (1982)
- La mia nemica amatissima (1983)
- I grandi successi - Grazie perché (1984)
- Immagine italiana (1984)
- Uno su mille (1985)
- Morandi in teatro (1986)
- Le italiane sono belle (1987)
- Amici miei (1987)
- Dalla-Morandi (1988)
- Varietà (1989)
- Morandi, Morandi (1992)
- Morandi 2 (1995)
- Celeste, azzurro e blu (1997)
- 30 volte Morandi (1998) Con due inediti
- Come fa bene l'amore (2000)
- L'amore ci cambia la vita (2002)
- A chi si ama veramente (2004)
- Il tempo migliore (2006)
- Grazie a tutti (2007)
- Ancora Grazie a tutti (2008)

### Singles
- Andavo a 100 all'ora/Loredana (1962)
- Go-Kart Twist/Donna da morire (1962)
- Fatti mandare dalla mamma a prendere il latte/Meglio il Madison (1962)
- Twist dei vigili/Corri corri (1962)
- Ho chiuse le finestre/Sono contento.... (1963)
- Il primo whisky/Che me ne faccio del latino (1963)
- Il ragazzo del muro della morte/La mia ragazza (1963)
- In ginocchio da te/Se puoi uscire da sola una domenica con me (1964)
- Non son degno di te/Per una notte no (1964)
- Se non avessi più te/I ragazzi dello shake (1965)
- Paixão Estranha (1965)
- I Can't Forget You (1965)
- Si fa sera/E' colpa mia (1965)
- Mi vedrai tornare/La fisarmonica (1966)
- Notte di ferragosto/Povera piccola (1966)
- C'era un ragazzo che come me amava i Beatles e i Rolling Stones/Se perdo anche te (1966)
- Un mondo d'amore/Questa vita cambierà (1966)
- Dammi la mano per ricominciare/Mille e una notte (1967)
- Tenerezza/Israel (1967)
- Mezzanotte fra poco/Una domenica così (1967)
- Marianna del Grand Hotel/Prendi prendi (1967)
- Una chimera/Una sola verità (1968)
- Noi siamo le pantere/Ciao Pavia (1968)
- Il giocattolo/La mia ragazza sa (1968)
- Tu che m'hai preso il cuor/Prendi prendi (1968)
- Scende la pioggia/Il cigno bianco (1968)
- Parlami d'amore/Torna e ritorno (1969)
- Ma chi se ne importa/Isabelle (1969)
- Belinda/Non voglio innamorarmi più (1969)
- Occhi di ragazza/T'amo con tutto il cuore (1970)
- Al bar si muore/Delirio (1970)
- Capriccio/Chissà però (1970)
- Ho visto un film/Com'è grande l'universo (1971)
- Buonanotte Elisa/A quel concerto di Chopin (1971)
- Vado a lavorare/Una ragazza di nome Mariarosa (1972)
- Principessa/Sta arrivando Farncesca (1972)
- Parla più piano/Rosabella (1972)
- Il mondo cambierà/L'ospite (1972)
- Vidi che un cavallo/Prendi me (1973)
- Come ogni sera/Bambolina fatta a pezzi (1974)
- Il mondo di frutta candita/La caccia al bisonte (1975)
- E' già mattina/Giorni migliori (1976)
- Sei forte papà/Sei già qui (1976)
- La Befana trullallà/In cambio che mi dai (1978)
- Abbracciamoci/Come l'aria (1979)
- Mariù/Non mi dire no (1980)
- Canzoni stonate/Immaginando (1981)
- Marinaio/Solo all'ultimo piano (1981)
- Fumo negli occhi/Canzoni stonate (1982)
- La mia nemica amatissima/Tu o non tu (1983)
- Nel silenzio splende/Mi manchi (1983)
- Grazie perché/Magari (1983)
- Uno su mille/1950 (1985)
- Si può dare di più/La canzone della verità (1987)
- Dimmi dimmi/Pomeriggio in ufficio (1988)
- Varietà/Occhi chiusi (1989)
- Bella signora/Un pugno in faccia (1989)
- Animale/Ti comunico amore/Animale (mix)/Animale (radio v.)/ Bella signora (live) (1990)
- Banane e lampone (v. pop)/Banane e lampone (radio v.)/Banane e lampone (Max Matrix dance remix)/Banane e la lampone (Club club remix)/Banane e lampone (v. karaoke) (1992)
- Angelita/Che cos'è/Domani (1996)
- Non ti dimenticherò (radio v.)/Canzone libera/Volevo farti innamorare/Non ti dimenticherò (album v.) (2000)
- L'amore ci cambia la vita/L'amore ci cambia la vita (v. strumentale) (2002)
- Uno di noi (radio v.)/Uno di noi (extended v.) (2002)
- Il mio amico (2003)
- Solo chi ama veramente/'Questo grande pasticcio (2004)
- Al primo sguardo (2005)
- Corre più di noi (2005)
- Stringimi le mani (2007)
- Un altro mondo (2008)